# Liste der Naturschutzgebiete im Landkreis Bad Dürkheim
Im Landkreis Bad Dürkheim in Rheinland-Pfalz sind 16 Naturschutzgebiete ausgewiesen. Etwa die Hälfte des Landkreises gehört zum Biosphärenreservat Pfälzerwald-Vosges du Nord, außerdem gibt es dort vier Landschaftsschutzgebiete.
| Name                             | Bild | Kennung                  | Einzelheiten | Position | Fläche Hektar | Datum |
| -------------------------------- | ---- | ------------------------ | --- | -------- | ------------- | ----- |
| Drachenfels                      |      | 7332-003 WDPA: 81552     | | ⊙        | 12,53         | 1972  |
| Lochbusch-Königswiesen           |      | 7316-057 WDPA: 82108     | Geinsheim, Neustadt an der Weinstraße, Haßloch Niedermoor-, Feuchtwiesen-, Waldrand- und Waldgesellschaften                                              | ⊙        | 199,01        | 1983  |
| Haardtrand - Am Limburgberg      |      | 7332-109 WDPA: 163433    | | ⊙        | 12,8          | 1989  |
| Haardtrand - Am Kämmertsberg     | BW   | 7332-111 WDPA: 163430    | | ⊙        | 12,6          | 1989  |
| Haardtrand – Auf der Krähhöhle   |      | 7332-112 WDPA: 163443    | | ⊙        | 29,4          | 1989  |
| Haardtrand – In der Rüstergewann | BW   | 7332-113 WDPA: 163453    | | ⊙        | 44            | 1989  |
| Haardtrand - Am Goldberg         |      | 7332-144 WDPA: 163425    | | ⊙        | 12            | 1990  |
| Haardtrand - Im hohen Rech       | BW   | 7332-145 WDPA: 163452    | | ⊙        | 22            | 1990  |
| Haardtrand – Im Baumgarten       | BW   | 7332-149 WDPA: 163449    | | ⊙        | 37            | 1991  |
| Haardtrand - Am Hinterberg       | BW   | 7332-166 WDPA: 163429    | | ⊙        | 5,6           | 1992  |
| Haardtrand - Mittelberg          |      | 7332-173 WDPA: 163458    | | ⊙        | 11            | 1992  |
| Haardtrand – Am Bechsteinkopf    |      | 7332-174 WDPA: 163423    | | ⊙        | 195           | 1992  |
| Haardtrand – Am Schlammberg      | BW   | 7332-175 WDPA: 163434    | | ⊙        | 61            | 1992  |
| Felsenberg-Berntal               |      | 7332-203 WDPA: 318388    | Bad Dürkheim, Herxheim am Berg, Kallstadt | ⊙        | 50            | 1999  |
| Marlachwiesen                    |      | 7332-219 WDPA: 555514063 | Deidesheim, Ruppertsberg, Niederkirchen bei Deidesheim, Meckenheim offene Feuchtgrünlandbereiche im Übergangsbereich vom Haardtrand zur Böhler Lößplatte | ⊙        | 103           | 2008  |
| Forster Bruch                    |      | 7332-220 WDPA: 555514064 | Forst an der Weinstraße, Deidesheim Feuchtgrünland im Übergangsbereich vom Haardtrand zur Böhler Lößplatte                                               | ⊙        | 49            | 2008  |
| Legende für Naturschutzgebiet    |      |                          | |          |               |       |